# Alrik Stenbäck
Johan Alrik Stenbäck, född 11 november 1877 i Torsås församling, Kalmar län, död 6 april 1952 i Stockholm, var en svensk-amerikansk målare, tecknare och grafiker.
Han var son till lantbrukaren Olof Håkansson och Ingrid Stina Jonsdotter. Stenbäck som i unga år vistades i USA och där blev amerikansk medborgare studerade konst vid Konstakademien i Stockholm 1904–1908. Samtidigt med akademistudierna deltog han i Axel Tallbergs etsningskurs där han utförde ett antal figurblad i linjemanér. Han medverkade i Sveriges allmänna konstförenings vårsalong i Stockholm 1916 och Göteborgs konstförenings Decemberutställning på Göteborgs konsthall 1941. Han var huvudsakligen verksam som porträttmålare i olja eller teckning men utförde även kopiering av äldre familjeporträtt. Stenbäck är representerad vid Uppsala universitetsbibliotek.